# Dolichognatha raveni
Dolichognatha raveni là một loài nhện trong họ Tetragnathidae.
Loài này thuộc chi Dolichognatha. Dolichognatha raveni được miêu tả năm 2008 bởi Smith.